# Leave My Kitten Alone
«Leave My Kitten Alone» (с англ. — «Оставь моего котёнка в покое») — известная песня в стиле ритм-н-блюз, написанная Литлом Уилли Джоном, Джеймсом Макдугалом (James McDougal) и Титом Тёрнером. Первая запись песни была сделана в 1959 году Литлом Уилли Джоном; в 1960 году была выпущена кавер-версия в исполнении Джонни Престона. Песня известна также в исполнении группы «Битлз», чья версия вошла в состав альбома Anthology 1. Песня написана в форме классического 12-тактового блюзового периода.

## Версии Литла Уилли Джона и Джонни Престона
Оригинальная версия песни, записанная Литлом Уилли Джоном на лейбле King Records в 1959 году, достигла 13 позиции в хит-параде Billboard R&B chart и 60 позиции — в хит-параде Billboard Hot 100. Кавер-версия Джонни Престона, выпущенная в 1960 году, в начале 1961 года достигла 73 позиции в Billboard Hot 100; на волне этого успеха исходная версия Литла Уилли Джона была переиздана и вновь добралась до 60 позиции. Ни одна из этих версий не вошла в UK Singles Chart.

## Версия «Битлз»
Данная песня находилась в концертном репертуаре «Битлз» во время их «гамбургского периода»; несмотря на то, что к августу 1964 года песня не исполнялась группой уже около двух лет, было запланировано включить её в альбом Beatles for Sale. Запись песни состоялась 14 августа 1964 года (в тот же день группа работала также над песнями «I’m a Loser», «Mr. Moonlight» и «Baby’s in Black»); в общей сложности было записано пять дублей, последний из которых был сочтён наилучшим (к нему потом дозаписали добавочные партии).
В записи участвовали:
- Джон Леннон — вокал
- Пол Маккартни — бас-гитара, фортепиано
- Джордж Харрисон — соло-гитара
- Ринго Старр — ударные, бубен

По не вполне понятным причинам, песня не была включена в альбом Beatles for Sale (существуют предположения, что группа пожертвовала ею, чтобы включить в альбом песню «Everybody’s Trying to Be My Baby», чтобы дать возможность Харрисону исполнить основную вокальную партию), и даже её итоговая версия в 1964 году не была подготовлена.
Попытки осуществить сведение и выпуск данной песни предпринимались в 1982, 1984 и 1985 годах, однако дальше появления малораспространённых бутлеговых записей дело не пошло. В конце концов, в 1994 году сводная версия песни была подготовлена Джорджем Мартином; данная версия была наконец официально опубликована на альбоме Anthology 1 (1995 год).

## Другие кавер-версии
В разное время песня записывалась и исполнялась многими музыкальными группами, в частности — группами The First Gear, The Detroit Cobras, The Sonics, The Syndicats, а также отдельными исполнителями, такими как Соломон Берк, Роки Эриксон и Элвис Костелло (его версия вышла на альбоме Kojak Variety в 1995 году).